# Bataille de Grand Turk
Guerre d'indépendance des États-Unis
Batailles
La bataille de Grand Turk eut lieu le 9 mars 1783 pendant la guerre d'indépendance des États-Unis. Des troupes françaises s'étaient emparées de l'archipel des Îles Turks-et-Caïcos en février 1783, alors célèbre pour ses gisements de sel. Les Britanniques répondent en déployant le HMS Albemarle, une frégate de 28 canons, avec une force de plus de 100 hommes placés sous le commandement du jeune captain Horatio Nelson. La tentative britannique de reprendre ces îles est un échec, elles seront néanmoins rétrocédées à la Grande-Bretagne à la signature du second Traité de Paris, qui met un terme au conflit.

## La prise des îles par les Français
Le 12 février 1783, une petite escadre française composée de trois bâtiments, dont La Coquette (28 canons) commandée par le marquis de Grasse-Briançon (neveu du comte de Grasse) arrive en vue de l'île de Grand Turk. Quelque 400 hommes, appartenant à quatre régiments, placés sous le commandement de M. de Coujolles, prennent possession de l'île sans résistance.

## Tentative de reconquête britannique
Le 2 mars 1783, le HMS Resistance, de 44 canons, commandé par James King, alors qu'il croisait au large de l'île en compagnie du HMS Duguay Trouin, découvre deux bâtiments français au mouillage à proximité du canal de Grand Turk. Ayant été repérés, les deux bâtiments coupent leurs câbles et mettent les voiles en direction du sud-ouest, le HMS Resistance lance immédiatement la chasse. Le bâtiment le plus lent, qui portait 20 canons, se rendit après que le Resistance lui ait envoyé une bordée. Le Resistance se lance à la poursuite du second bâtiment, La Coquette, essuyant des tirs de ses pièces de chasse, le rejoint et l'oblige à son tour à se rendre. Quelques jours plus tard, le HMS Resistance renforcée par une petite escadre commandée par le captain Horatio Nelson, tentera de reprendre l'île. Cette escadre était composée du HMS Albemarle, du HMS Tartar, du HMS Drake et du Barrington. Les sources primaires diffèrent sur la suite du déroulement des événements.

### Récit de Schomberg
King décide, sur la base des informations récoltées après la prise de La Coquette, de reprendre l'île. Les Britanniques débarquent quelque 350 marins et marines sous le commandement du capitaine du HMS Drake, Charles Dixon, alors que les deux autres bricks se positionnent pour couvrir le débarquement et tirer sur la ville, si nécessaire. Cependant, deux batteries côtières (l'une composée de quatre canons de 24 livres et l'autre de cinq canons de 6 livres) que les Britanniques n'avaient pas aperçues commencent à tirer sur les bricks. Leur feu blesse sept hommes à bord du HMS Drake et deux à bord du Barrington. Ces tirs contraignent les bricks à se retirer. Au même moment, les hommes de Dixon font face à une âpre résistance de la part des forces française, supérieures en nombre. Il parvient à battre en retraite ses pertes[pas clair]. King envisage une seconde attaque avec ses frégates, mais des vents défavorables finissent par contraindre l'escadre britannique à la retraite.

### Récit de Nelson
Nelson dans une lettre datée du 9 mars 1783, rapporte qu'il était à la tête de l'escadre et des opérations. Peu de temps après l'arrivée de l'escadre au large de Grand Turk, le Tartar quitta le reste de la flotte sans explication. Nelson affirme qu'il envoya Dixon sous pavillon blanc demander au commandant français de se rendre ; demande qui est refusée. Les Britanniques font alors débarquer 167 hommes, commandées par Dixon. Une batterie côtière composée de trois canons, ouvre soudainement le feu sur les deux bricks. Blessant le quartier-maître du Drake, ainsi que sept hommes à bord du General Barrington. Dixon rapporte que des troupes de marines tiraient les canons français et que les troupes françaises avaient plusieurs pièces d'artillerie. Nelson décide alors de se retirer,.
Les Îles Turks-et-Caïcos sont rendues aux Britanniques après la signature du traité de Paris, qui est formellement ratifié plus tard en 1783.

### Sources et bibliographie
- (en) Annalisa Rellie et Trice Hayne, Turks and Caicos Islands : The Bradt Travel Guide, Bradt Travel Guides, 2008, 198 p. (ISBN 978-1-84162-268-2 et 1-84162-268-0, présentation en ligne)
- (en) Jeremy Black, A Military History of Britain : From 1775 to the Present, Westport (Conn.), Praeger Publishers, 2006, 191 p. (ISBN 0-275-99039-7, présentation en ligne)
- (en) Rene Chartrand, The French Army in the American War of Independence, Osprey Publishing, 1992, 48 p. (ISBN 978-1-855-32167-0)
- (en) The Life of Horatio Lord Nelson, Londres, Bangor House, Shoe Lane, 1847 (lire en ligne)
- (en) Archibald Duncan, The British Trident, or, Register of Naval Actions : Including Authentic Accounts of all the most Remarkable Engagements of Sea in which the British Flag has been Distinguished from the… Defeat of the Spanish Armada to the Present Time, vol. 3, Londres, J. Cundee, 1805 (lire en ligne)
- (en) Isaac Schomberg, Naval Chronology : or, An Historical Summary of Naval & Maritime Events, from the time of the Romans, to the Treaty of Peace, 1802, T. Egerton by C. Roworth, 1802
- Annuaire de la marine, Ministère de la Marine, 1886 (lire en ligne)
- Yves Joseph de Kerguelen, Relation des combats et des évènements de la guerre maritime, 1796 (lire en ligne), p. 337

## Source de la traduction
- (en) Cet article est partiellement ou en totalité issu de l’article de Wikipédia en anglais intitulé « Battle of Grand Turk » (voir la liste des auteurs).